# 杜骥
杜骥（387年—450年），字度世，京兆杜陵县（今陕西省西安市）人。東晉末年及刘宋官员，在宋官至左衞將軍。出身京兆杜氏，是西晉鎮南大將軍杜預的玄孫。曾祖杜耽在晉末於河西避难，並於前凉出仕，家族遂在涼州生活。直至前秦於376年滅前涼，杜驥父祖才回到關中故鄉。杜驥曾治理齊土約八年，得當地人稱頌。

## 生平
杜骥十三岁时，前去问候同郡韦华的病情，韦华之子韦玄见到杜骥相貌不凡，将女儿许配给他。东晋义熙十三年（417年），刘裕灭后秦姚氏政权，杜骥與兄杜坦亦歸晉。該年年末，劉裕東還，以次子劉義真為雍州刺史留鎮長安，杜驥任雍州主簿。次年，因夏國攻關中令關中大亂，晉軍撤出關中，杜驥亦隨而南去。
後劉裕篡晉立宋，於永初三年（422年）授劉義真車騎將軍、南豫州刺史，杜驥又任其行參軍。隨後歷任員外散騎侍郎，江夏王劉義恭的撫軍刑獄參軍，尚書都部郎及長沙王劉義欣的後軍錄事參軍。元嘉七年（430年），宋文帝發動北伐，杜骥加建武將軍，随到彦之入河南。當時北魏因兵少棄守洛陽，宋遂收復洛陽，杜骥奉命責守洛陽西北角要塞金墉城。當年冬季，魏軍渡河反攻，杜骥以為金墉城荒乏糧不可守，就想南逃，但為免被指棄城出逃，於是故意騙請原來去打撈沉入洛水鍾虞的裨将姚耸夫一軍來，聲稱金鏞堅固糧足，只等姚聳夫兵力協助一同守城。不過姚聳夫見金鏞城狀況後也認為不能守住，於是率眾離去，杜驥於是也跟著棄城。杜驥棄守金鏞，洛陽隨即便失陷，事後杜驥聲稱他原本想要死守，但因姚聳夫離開摧毀軍心，遂無法作戰，將棄城責任推委給姚聳夫。最終宋文帝聽信杜驥的謊言，誅殺了姚聳夫。
戰後，杜驥又任通直郎，射聲校尉。後又任征虜將軍、雍州刺史、武陵王劉駿的諮議參軍。元嘉十七年（440年），杜驥調督青冀二州、徐州之東莞東安二郡諸軍事、寧遠將軍、青冀二州刺史。元嘉二十四年（447年），杜驥入朝任左军將军。至元嘉二十七年（450年）去世，得年六十四。

## 性格特徵
杜驥雖於與北魏戰爭時棄城避戰並推委責任予姚聳夫，但其在任青冀二州刺史時在當地很得人心，自晉末至宋末只有羊穆之及杜驥兩個當地刺史得當地人稱頌。

## 家庭

### 妻
- 京兆韦氏，韋玄之女。

### 子女
- 杜長文，長子，早卒。
- 杜叔文，長水校尉，與幼文同被誅。
- 杜季文，第四子，幼文被誅時出逃。
- 杜幼文，第五子，官至散騎常侍，與阮佃夫交結，後被宋後廢帝誅殺。
- 杜希文，幼文弟，幼文被誅時出逃。

## 延伸阅读
[在维基数据编辑]
 《宋書·卷65》，出自沈约《宋书》